# 美高梅金殿超濠
美高梅金殿超濠股份有限公司（MGM Grand Paradise Ltd）是一家在澳門經營博彩業，属于美高梅中國控股有限公司的公司。

## 公司資料

### 董事會
- 連得利（Joseph Terrence Lanni）主席
- 何超瓊（董事總經理／常務董事）
- 何超鳳（董事）
- Gary Neil Jacobs（董事）
- Chen Yau Wong（董事）

行政人員
趙也正：美高梅金殿首席助理傳訊經理

### 股權分佈
- 金殿超濠有限公司(何超瓊)─25%
- 美高梅金殿澳門有限公司(何超瓊)─26%
- MGM Las Vegas ─49%

## 屬下娛樂場/酒店
| 名稱                    | 地址 | 中場 | 貴賓廳 | 角子機場 |                   |
| 澳門美高梅（MGM Macau） | 澳門 | ＊   | ＊     | ＊       | 2007年12月開幕    |
| 美獅美高梅（MGM Cotai） | 路氹 | ＊   | ＊     | ＊       | 2018年2月13日開幕 |

## 外部連結
- 澳門美高梅金殿